# Дафина Натошевић
Дафина Натошевић, позната по надимку Нана (1830 ‒ 1911) била је новосадска добротворка.
Рођена је у породици новосадског адвоката и једно време градоначелника, Григорија Јовшића. Од удаје за др Ђорђа Натошевића, лекара и реформатора српских школа у Угарској, нашла се у средишту културних и политичких дешавања новосадских, па и војвођанских Срба.
Нана Натошевић је имала значајну улогу у оснивању прве женске организације у Новом Саду 1867. за коју је лично у Београду од кнеза Михајла прибавила 500 дуката. Kако су се Српкиње у тој првој женској организацији осећале подређено, жене око Нане Натошевић основале су 1880. „Добротворну Задругу Српкиња Новосаткиња” у којој је Нана Натошевић била потпредседница да би после 25 година задружног рада била награђена и почасним чланством. Она је била једна од десет новосађанки које су на иницијативу Савке Суботић од српског Народно-црквеног сабора захтевале оснивање Српске више девојачке школе. После смрти Ђорђа Натошевића библиотеци ове школе поклонила је 4000 књига.
Нана Натошевић је заслужна за оснивање филијале Црвеног крста у Новом Саду 1875. За време Српско-турског рата (1876‒1877) у њеној кући новосађанке су припремале завоје и скупљале новчане прилоге за српско становништво погођено ратом. Међу добротворним акцијама које је иницирала или је у њима учествовала најзначајније су: помоћ поплављенима у Сегедину (1879) и пострадалима у пожару у Сарајеву (1879). Нана Натошевић је сама прикупила 157 дуката и 5 форинити за штампање Змајеве „певаније”.
Дафина Нана Натошевић становала је у данашњој Пашићевој број 7 са супругом др Ђорђем Натошевићем. На кући не постоји обележје. Дафина Натошевић нема споменик, бисту, нити спомен плочу. Сахрањена је на Успенском гробљу, гробно место В/01-011. У овој гробници сахрањена је са супругом. Споменик је заштићен, а других спомен обележја, као ни улицу, Дафина Натошевић нема. Предлог је да се спомен плоча која ће подсећати на Дафину Натошевић постави на кући у Пашићевој 7.